# Gamaliel
El rabino Gamaliel I (en hebreo: רבן גמליאל הזקן‎, «recompensa de Dios»; en griego antiguo: Γαμαλιὴλ ὁ Πρεσβύτερος) fue un fariseo reconocido doctor de la ley y prominente miembro del Sanedrín en la mitad del primer siglo, hijo de Simón y nieto de Hilel. Fue padre de un hijo, al que nombró Simeón, tal como se llamaba su padre, y de una hija que se casó con el sacerdote Simon ben Nathanael

## En las fuentes
Gamaliel I es referido como el padre de Simeon ben Gamaliel por el historiador Josefo en su autobiografía. En Hechos de los apóstoles Gamaliel es descrito como fariseo con gran autoridad entre sus contemporáneos. Se afirma que fue maestro de Saulo de Tarso. En Hechos de los Apóstoles 22:3, Pablo indica: "Yo soy judío. Nací en Tarso de Cilicia, pero me crié aquí en Jerusalén y estudié bajo la dirección de Gamaliel, muy de acuerdo con la ley de nuestros antepasados". Célebre fariseo, doctor de la ley y miembro del sanedrín. Representante de los liberales entre los fariseos (la escuela de Hilel era opuesta a la más conservadora de Shamai), el autor de Hechos de los apóstoles le atribuye una intervención con un razonable consejo en el concilio convocado contra los apóstoles y salvó a estos de la muerte (Hechos 5.33–42).
En el Talmud y la Mishná, lleva su nombre, como su abuelo Hilel, acompañado de "El Mayor" o "El Anciano", y es el primero a quien se le asigna el título de "Rabban", "nuestro maestro". De ahí que surge que se considera como un prominente miembro del alto tribunal de los judíos. También es considerado el originador de muchos decretos legales. Los relatos judíos cuentan que murió como fariseo, y refieren que "Cuando él murió, el honor de la Torá (la ley) pereció, y que la pureza y la piedad se extinguieron."

## Recorrido
Entre las tradiciones cristianas, consta que Gamaliel I aceptó la fe cristiana, y permaneció como miembro del Sanedrín con el propósito de secretamente ayudar a los cristianos. De acuerdo con Focio, fue bautizado por Pedro y Juan, junto con su hijo y con Nicodemo. Su cuerpo, milagrosamente encontrado en el siglo quinto, se dice es resguardado en Pisa, en Italia.
Se lo describe en el Nuevo Testamento como un fariseo y reconocido doctor de la Ley. Gamaliel está representado en Hechos 5 v,34 sqq., como avisando a sus compañeros del Sanedrín el no sentenciar a muerte a San Pedro y los apóstoles, quienes, contraviniendo la prohibición de las autoridades judías, habían continuado predicando a la gente. A su consejo, no obstante no solicitado, se le hizo caso, tan grande era su autoridad entre sus contemporáneos. En Hechos, XXII, 3, se dice que era el maestro de Saulo de Tarso; pero no se nos explica ni la naturaleza ni el grado de influencia que ejercía sobre el futuro apóstol de los gentiles. Sin embargo, no existen referencias en la tradición judía que sustenten dicho alegato y ni siquiera se puede alegar que su nombre fuera borrado por su conversión, ya que hay casos en los que ciertos rabinos hicieron algo cuestionable y negativo y se les cambió su nombre, pero aun así su historia era conocida entre los judíos, cosa que no sucede en este caso de Pablo. 
Gamaliel es correctamente identificado como el eminente judío doctor en leyes, quien lleva el mismo nombre y murió dieciocho años antes de la destrucción y el sitio de Jerusalén.